# Jeffrey L. Harmening
Jeffrey L. "Jeff" Harmening, född 5 februari 1967, är en amerikansk företagsledare som är styrelseordförande och VD för den globala livsmedelsproducenten General Mills, Inc. Han är också styrelseordförande för branschorganisationen Consumer Brands Association och ledamot i koncernstyrelsen för The Toro Company.
Harmening har arbetat inom General Mills sedan 1994 och innehaft höga chefspositioner sen 2003. Han var VD för samriskföretaget Cereal Partners Worldwide S.A. mellan 2012 och 2014. Innan han började på General Mills arbetade han tre år för läkemedelsbolaget Eli Lilly and Company som finansiell analytiker.
Han avlade en kandidatexamen vid DePauw University och en master of business administration vid Harvard Business School.